# Alchemilla sect. Ultravulgares
Alchemilla sect. Ultravulgares ist eine der 13 europäischen Sektionen der Gattung Frauenmantel (Alchemilla). Die meisten Arten wurden früher in der Artengruppe Alchemilla vulgaris agg. geführt.

## Merkmale
Die Arten der Sektion sind mittelgroße bis kleine Stauden. Die längsten Internodien der Keimpflanze sind kaum einen Millimeter lang. Die Hauptachse ist kaum verholzend und wird selten älter als vier Jahre. Ihre Dicke kann 25 Millimeter erreichen.
Die Keimblätter sind lang gestielt, rund und haben eine abgerundete bis annähernd herzförmige Blattbasis. Das Primärblatt ist fünflappig und bis zu etwa einem Drittel seines Radius eingeschnitten. Es ist breiter als lang und hat eine herzförmige Blattbasis. Die Blattstiele sind an der Oberseite gewölbt bis ganz zylindrisch. Ihre Leitbündel sind konzentrisch, alle drei sind ungefähr gleich dick. Der Blattansatz ist fünf-(selten bis neun-)nervig, dabei sind die Nerven bis drei (selten bis fünf) Millimeter voneinander entfernt. Die Blattspreite der grundständigen Blätter ist drei bis 14 Zentimeter breit. Häufig ist sie sehr wellig oder faltig, die Farbe ist grasgrün bis dunkelgrün, in frischem Zustand häufig glänzend. Die Spreite ist auf fünf bis 30 (40?) Prozent ihres Radius eingeschnitten und bildet sieben bis elf (sehr selten 13) Lappen. Die Endlappen sind 30 bis 50° breit und tragen 11 bis 25 Zähne. Die Zähne sind dabei ein Viertel bis einmal (selten 1,5 mal) so lang wie breit. Die Länge der Zähne beträgt vier bis acht Prozent des Spreitenradius.
Die Nebenblätter sind 15 bis 60 Millimeter lang oder 7 bis 25 % der Stängellänge. In frischem Zustand sind sie weiß oder rot, sie bleiben lange frisch und werden dann trocken graubraun. Ihre Spitze ist krautig, grün und trägt mehrere (bis 15) kleine Zähne. Die Öhrchen sind frei. Der Tuteneinschnitt ist ein bis fünf Millimeter lang, das sind drei bis 13 % der Gesamtlänge.
Die Stängel sind 10 bis 40 (selten bis 60) Zentimeter lang und aufsteigend bis aufrecht. Sie sind wurzellos (bilden keine Adventivwurzeln), 1,5 bis vier Millimeter dick und fünf- bis zwölf-gliedrig. Die Stängelhaare sind höchstens 2,5 Millimeter lang.
Die Nebenblätter des untersten Stängelblattes stehen seitlich aufrecht oder sind schwach sichelförmig, haben mehrere Zähne und sind an der Oberseite fast immer unbehaart. Am obersten Stängelblatt haben die Nebenblätter vier bis zwölf fast gleiche bis verschiedene Zähne.
Der Blütenstand hat bis zu 650 Blüten, meistens aber nur bis zu 300. Am Grund der einzelnen Monochasien fehlen häufig deren Tragblätter. Zwischen den Monochasien stehen ein bis drei Blüten scheindoldig. Die Blüten sind grün bis gelbgrün, meistens unbehaart. Selten kommen einzelne fünfzählige Blüten vor. Der reife Kelchbecher ist glockenförmig bis zylindrisch, oben gleich breit, unten eventuell kurz verschmälert. Er ist unbehaart. Die Kelchblätter sind 0,8 bis 1,3mal so lang wie breit, dabei 0,4 bis 0,9mal so lang wie der Kelchbecher, und stehen recht aufrecht. Die Außenkelchblätter sind 0,25 bis 0,8mal so lang wie der Kelchbecher. Sie sind kleiner als die Kelchblätter, ein- bis dreinervig und ganzrandig. Die Diskuswulst ist gleich breit wie ihre Öffnung. Die Staubblätter sind praktisch nie spreizend. Sie sind 0,4 bis 0,8 Millimeter lang, 0,08 bis 0,15 Millimeter breit und haben über die ganze Länge annähernd die gleiche Breite. Die Endblüten tragen manchmal zwei Fruchtblätter. Die Narben sind halbkugelig bis kopfig, selten linsenförmig. Die Nüsschen sind 1,3 bis zwei Millimeter lang und ragen bis zu einem Drittel aus dem Kelchbecher hervor.
Die Blütezeit dauert von April bis Oktober (selten Jänner), der Blühbeginn ist etwa gleichzeitig mit dem Pfirsich. Die Fruchtreife erfolgt nach mindestens vier Wochen. Die fruchtenden Blüten fallen rasch ab. Pro Jahr kann es zwei bis drei Blühfolgen geben.

## Verbreitung
Die Sektion ist in Europa, Sibirien, Vorder- und Zentralasien beheimatet und wächst in Wiesen, in lichten Saum- und Waldgesellschaften. Sie kommt in der montanen (bis demontanen) Höhenstufe vor und steigt selten bis in die alpine Stufe. Die Arten sind häufig stickstoffliebend. Die Arealdiagnose lautet meridional/alpin – temperat/montan bis boreal im ozeanischen Europa und Westasien.

## Systematik
Die Sektion Ultravulgares ist eine der vier Grundsektionen der europäischen Alchemillen, aus denen die übrigen Sektionen durch Hybridisierung hervorgegangen sind.
Die Zuordnung der Arten zur Sektion folgt Fröhner (1995), wobei Änderungen der Sektionszuordnung und neue Arten aus Fischer (2008) übernommen wurden. Die mitteleuropäischen Arten sind:
- Wellenblättriger Frauenmantel (Alchemilla cymatophylla)
- Gaillards Frauenmantel (Alchemilla gaillardiana)
- Siebeneckiger Frauenmantel (Alchemilla heptagona)
- Verschiedenstieliger Frauenmantel (Alchemilla heteropoda)
- Langöhrchen-Frauenmantel (Alchemilla lunaria)
- Maurer-Frauenmantel (Alchemilla maureri)
- Rotscheidiger Frauenmantel (Alchemilla rubristipula)
- Stumpfzähniger Frauenmantel (Alchemilla subcrenata)

## Belege
Soweit nicht unter Einzelnachweisen angegeben, basiert der Artikel auf folgenden Unterlagen:
- Sigurd Fröhner: Alchemilla. In: Hans. J. Conert u. a. (Hrsg.): Gustav Hegi. Illustrierte Flora von Mitteleuropa. Band 4 Teil 2B: Spermatophyta: Angiospermae: Dicotyledones 2 (3). Rosaceae 2. Blackwell 1995, S. 149f. ISBN 3-8263-2533-8